# Mauricio Quiroga
Pour les articles homonymes, voir Quiroga.
Mauricio Ezequiel Quiroga, né le 13 mars 1992 à San Luis et mort le 20 juin 2022 à Juana Koslay, est un coureur cycliste argentin.

## Biographie
Il rejoint en 2010 le Centre mondial du cyclisme où il retrouve notamment des coureurs tels que Ran Margaliot ou Daniel Teklehaimanot. Il passe professionnel en 2012 en rejoignant l'équipe argentine San Luis Somos Todos.
Souffrant d'épisodes dépressifs depuis de nombreuses années, il met fin à ses jours le 20 juin 2022 à son domicile de Juana Koslay. Il avait pourtant remporté trois succès d'étape sur des épreuves de l'UCI America Tour 2022, la Vuelta del Porvenir San Luis et la Vuelta a Formosa Internacional, plus tôt dans l'année.

## Palmarès sur piste

### Championnats du monde
- Montichiari 2010
  -  Médaillé d'argent du keirin juniors

### Jeux sud-américains
- Medellín 2010
  -  Médaillé de bronze du keirin
  -  Médaillé de bronze de la vitesse individuelle
  -  Médaillé de bronze de la vitesse par équipes (avec Emiliano Fernández et Diego Fernando Vargas)

### Championnats d'Argentine
Dix-sept titres nationaux dont :
- 2014
  -  Champion d'Argentine du kilomètre
  -  Champion d'Argentine du scratch

## Palmarès sur route
- 2016
  - 4e étape du Tour de Mendoza
- 2017
  - Mendoza-San Juan
  - Doble Media Agua
- 2018
  - 1re étape du Giro del Sol San Juan
  - 5e étape de la Doble Bragado
  - 2e du Giro del Sol San Juan
- 2022
  - 1re et 5e étapes de la Vuelta del Porvenir San Luis
  - 4e étape de la Vuelta a Formosa Internacional
  - 3e de la Vuelta del Porvenir San Luis

### Classements mondiaux
| Année                                 | 2022 |
| ------------------------------------- | ---- |
| Classement mondial                    | 800e |
| UCI America Tour                      | 76e  |
|                                       |      |
| Légende : nc = non classéSource : UCI |      |